# Иосиф (Бобулеску)
Епи́скоп Ио́сиф (в миру Йоа́н Бобуле́ску, рум. Ioan Bobulescu; 15 декабря 1818, Плопени, жудец Сучава — 15 декабря 1890, Ботошани) — епископ Румынской православной церкви, епископ Рымникский и Ново-Северинский.

## Биография
Учился в начальной школе в Бурджени. В 1845 году окончил духовную семинарию в монастыре Сокола в Яссах. Женился.
В марте 1846 года был рукоположён в сан священника и назначен в приходскую церковь Святой Параскевы в Ботошани. Там же он преподавал катехизис. В январе 1856 года он переведён на аналогичную должность в Яссах, оставаясь там до 1860 года.
Зимой 1865 года в Фокшани по дороге в Бухарест был арестован вместе с Филаретом (Скрибаном), после чего они были доставлены в Яссы. Константинопольская патриархия написала им 27 февраля 1866 года, прося их не совершать литургию с «неканоническими» епископами.
В 1857 году, после нескольких лет вдовства, он был пострижен в монашество с наречением имени Иосиф. В 1861 году он был возведён в сан архимандрита и поставлен во главе Свято-Никольской княжеской церкви. 20 января 1862 года он был рукоположён в титулярного епископа Севастийского, викария Молдовлахийской митрополии.
Между 1865 и 1872 годами он был среди тех, кто продвигал автокефалию для Румынской церкви.
7 июня 1873 году стал викарием Молдавской митрополии с титулом «Ботошанский». Служил в Яссах, где был настоятелем Барновского монастыря (1863—1865), Трёхсвятиельского монастыря (1865—1867), Спиридоновского монастыря (1867), Монастыря Талпалари (1872—1875), а затем вновь Трёхсвятительского монастыря (1875—1878)
30 ноября 1880 года избран епископом Рымникским и Ново-Северинским. 13 декабря состоялась его интронизация. Во время его епископства были отремонтированы стены колокольни собора.
1 декабря 1886 года ушёл на покой и удалился в Ботошани, где и умер 15 декабря 1890 года.